# Anticon.
anticon. – wytwórnia muzyczna, której siedziba znajduje się w Oakland, zrzeszająca artystów związanych z awangardowym rapem, muzyką elektroniczną, indie rockiem. Za nieoficjalny początek wytwórni uznaje się nagranie materiału Deep Puddle Dynamics, w którego skład wchodzili Sole, Slug (znany też ze składu Atmosphere), Alias i Dose One. Przełomowe jednak były spotkania artystów, na których wykształcił się fundament anticon. 
Artyści aktualnie związani z anticon.:
Alias, Dosh, Pasagge, Pederastian, Jel, Odd Nosdam, Sole, Telephone Jim Jesus, Themselves, Why?, Restiform Bodies, 13&God (Themselves & The Notwist), Alias&Tarsier, Darc Mind, Bracken, SJ Esau, Thee More Shallows
Oprócz tego Anticon ma kilku artystów, którzy aktualnie nie należą do "mrówek", ale są z nimi wciąż utożsamiani jak Sage Francis (Personal Journals i Makeshift Patriot EP wydane w anticon., aktualnie Sage jest po wydaniu dwóch solowych płyt w Epitaph Records) czy Buck 65 ("Man Overboard" w 1999, reedycja w 2002 już w Warner Music Group).